# Allmaniopsis
Allmaniopsis  (лат.) — монотипный род двудольных растений семейства Амарантовые (Amaranthaceae), включающий вид Allmaniopsis fruticulosa Suess.. Выделен немецким ботаником Карлом Сюссенгутом в 1950 году.

## Распространение, описание
Единственный вид является эндемиком Кении.
Многолетние вечнозелёные кустарники либо кустарнички высотой 15—25 см. Листья от обратнояйцевидной до лопатчатой формы, размещены очерёдно. Цветки пятилепестковые, белого цвета, обоеполые. Плод — коробочка яйцевидной формы, длиной 0,1—0,2 см.